# Степень роста группы
Степень роста группы — характеристика в теории групп, показывающая скорость прироста конечнопорождённых групп в виде класса функций, ставящих в соответствие количеству порождающих элементов порядок группы. Введена советским математиком Шварцем (1955) в рамках исследования вопроса о росте универсальных накрывающих римановых пространств и независимо от него американским математиком Милнором (1968) в связи с проблемами фундаментальных групп компактных римановых многообразий с ограничениями на кривизну.

## Определение
Функция роста конечнопорождённой элементами {\displaystyle A=\{a_{1},\dots ,a_{m}\}} группы {\displaystyle G} — функция {\displaystyle \gamma \colon \mathbb {N} \to \mathbb {N} }, сопоставляющая каждому натуральному числу {\displaystyle n} количество различных элементов группы, представимых в виде произведения не более {\displaystyle n} сомножителей вида {\displaystyle a_{i}^{\pm 1}}. На множестве функций роста группы вводится отношение предпорядка: {\displaystyle \gamma _{1}\preccurlyeq \gamma _{2}} тогда и только тогда, когда {\displaystyle \exists (C\in \mathbb {N} )\forall (n\in \mathbb {N} )\gamma _{1}(n)\leqslant \gamma _{2}(Cn)} и отношение эквивалентности: {\displaystyle \gamma _{1}\sim \gamma _{2}\Leftrightarrow \gamma _{1}\preccurlyeq \gamma _{2}\land \gamma _{2}\preccurlyeq \gamma _{1}}. Класс эквивалентности функций роста {\displaystyle [\gamma ]} не зависит от выбора образующих, он и называется степенью роста группы.

## Свойства
Наименьшая степень роста у единичной группы, степень роста свободной группы с двумя образующими (и, более того, любой группы, содержащей свободную подгруппу с двумя образующими) — {\displaystyle [2^{n}]}.
Если элементарная группа почти нильпотентна (то есть, в ней найдётся нильпотентная подгруппа конечного индекса), то её степень роста выражается степенными функциями, в ином случае — показательными. Теорема Громова о группах полиномиального роста утверждает, что все группы, степень роста которых выражается степенной функцией, почти нильпотенты. Построены группы, функции роста которых не эквивалентны ни степенным, ни показательным функциям, исторически первый такой пример — группа Григорчука (1984). Все конечнопорождённые группы субэкспоненциального роста аменабельны.